# Ангольско-аргентинские отношения
Ангольско-аргентинские отношения — двусторонние дипломатические отношения между Анголой и Аргентиной. Государства являются полноправными членами Группы 77 и Организации Объединённых Наций (ООН).

## История
Во времена Трансатлантической работорговли Португалия и Испания перевезли множество африканских рабов из Анголы в Бразилию, а оттуда — в Аргентину. В ноябре 1975 года Ангола получила независимость от Португалии, а в сентябре 1977 года Аргентина признала независимость и установила дипломатические отношения с Анголой.
Вскоре после обретения независимости в Анголе началась гражданская война, которая длилась до 2002 года. В 1985 году министр иностранных дел Аргентины Данте Капуто осуществил визит в Анголу. В мае 2005 года президент Анголы Жозе Эдуарду душ Сантуш прибыл с официальным визитом в Аргентину. В мае 2012 года президент Аргентины Кристина Фернандес де Киршнер посетила Анголу с официальным визитом.
В 2013 году министр иностранных дел Анголы Жорж Ребело Чикоти посетил Аргентину и встретился со своим коллегой Эктором Тимерманом. В ходе визита стороны провели встречу в рамках механизмов политических консультаций и обсудили текущие двусторонние отношения между странами.

## Двусторонние соглашения
Между странами подписано несколько двусторонних соглашений, таких как: Соглашение о торговле (1983 год); Соглашение об экономическом, техническом, научном и культурном сотрудничестве (1998 год); Меморандум о взаимопонимании по сельскому хозяйству (2004 год); Соглашение о консультациях по вопросам, представляющим общий интерес (2005 год); Соглашение об экономическом и торговом сотрудничестве (2005 год); Соглашение о сотрудничестве в области сельского хозяйства и животноводства (2005 год); и Соглашение об отмене виз для владельцев дипломатических и служебных паспортов (2012 год).

## Дипломатические представительства
- Ангола имеет посольство в Буэнос-Айресе[7].
- У Аргентины есть посольство в Луанде[8].